# Boa Vista das Missões
Boa Vista das Missões là một đô thị thuộc bang Rio Grande do Sul, Brasil. Đô thị này có diện tích 195,358 km², dân số năm 2007 là 2066 người, mật độ 10,58 người/km².